# 주성하
주성하(周成賀, 1975년 ~ )는 대한민국으로 망명한 조선민주주의인민공화국 출신의 언론인이다. 현재 동아일보 국제부 기자로 활동하고 있다.

## 생애
조선민주주의인민공화국에서 출생, 북조선 내 외국어고등학교와 김일성 종합대학 외국어문학부 영문과를 졸업하였다. 탈북하기 전 붙잡혀 수용소 생활을 했고 1998년 북한을 탈출하여 남한으로 망명하였다. 2002년 남한에 입국했으며 2003년 동아일보에 공채로 입사, 2012년 현재 국제부 기자로 있으면서 주로 북한전문기자로 활동하고 있다.

## 저서
- 《평양 자본주의 백과전서》
- 《서울에서 쓰는 평양 이야기》
- 《주성하기자의 북한 바로보기》
- 《외국특파원들이 본 두 개의 코리아(번역)
- 《세계의 명문 직업학교를 가다》
- 《김정은의 북한 어디로 가나》

## 같이 보기
- 장진성 - 시인문학가겸 뉴포커스 대표(김일성 대학교 졸업)